# James Cowan Greenway

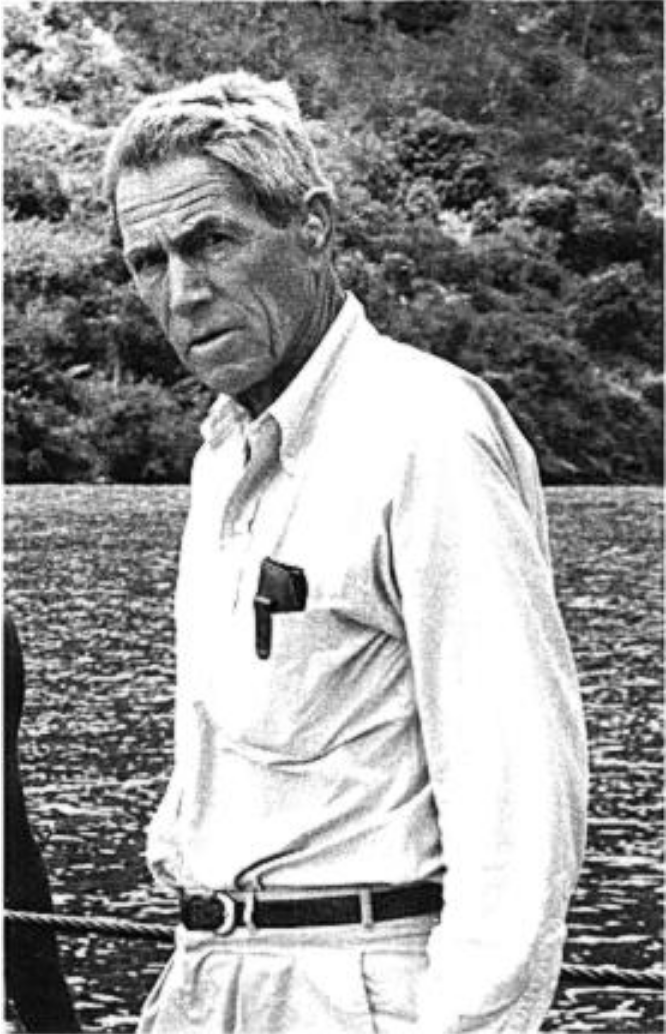
James Cowan Greenway

James Cowan Greenway (* 7. April 1903 in New York City; † 10. Juni 1989 in Greenwich, Connecticut), häufig auch als James C. Greenway zitiert, war ein US-amerikanischer Ornithologe. Seine Untersuchungen an ausgestorbenen und gefährdeten Vogelarten gelten als Grundlage für viele spätere Arbeiten auf dem Gebiet des Vogelschutzes.

## Leben und Wirken
Greenway wurde in New York City als Sohn eines wohlhabenden Arztes geboren und wuchs auf dem Familiensitz in Greenwich, Connecticut auf. Er wurde an der Phillips Exeter Academy ausgebildet, wo er 1922 seinen Abschluss machte. 1926 graduierte er an Yale University zum Bachelor of Arts. Anschließend arbeitete er für einige Jahre als Reporter für die Zeitung Brooklyn Eagle.
Von April bis August 1929 nahm Greenway an der französisch-englisch-amerikanischen zoologischen Expedition nach Madagaskar teil. Die Expedition wurde im Auftrag des Muséum national d’histoire naturelle in Paris, des Natural History Museum in London und des American Museum of Natural History (AMNH) in New York City durchgeführt und von dem französischen Ornithologen Jean Théodore Delacour geleitet. Anschließend begleitete Greenway Delacour auf seine fünfte Expedition nach Indochina, wo sie zoologische Sammlungen in Tonkin und Annam zusammentrugen.
1932 wurde Greenway Mitarbeiter im Museum of Comparative Zoology (MCZ) an der Harvard University, wo er zunächst als Assistenzkurator und als Nachfolger von James Lee Peters von 1952 bis 1960 als Kurator der Vogelabteilung tätig war. Während der 1930er Jahre nahm er an mehreren Expeditionen in die Karibik, insbesondere auf die Bahamas, teil. 1936 unternahm Greenway mit einem seiner Brüder einen Nord-Süd-Flug über die Bahamas, dabei waren sie die ersten Piloten, die auf East Caicos in den Turks- und Caicosinseln mit dem Flugzeug landeten. Von 1938 bis 1939 beteiligte sich Greenway an der siebenten Expedition Delacours nach Indochina.
Während des Zweiten Weltkrieges diente Greenway bei der United States Navy. Während seiner 1941 begonnenen Offizierslaufbahn wurde er 1943 Leutnant und fuhr später als Kapitänleutnant auf Flugzeugträgern in den Südwest-Pazifik, auf die Salomonen und nach Neukaledonien.
Nach dem Krieg setzte er seine Arbeit für das MCZ fort. 1958 veröffentlichte Greenway sein Werk Extinct and Vanishing Birds of the World. Diese Erhebung über neuzeitlich ausgestorbene und vom Aussterben bedrohte Vogelarten lieferte die Anregung für zahlreiche weitere Arbeiten auf dem Gebiet des internationalen Vogelschutzes in den folgenden Jahrzehnten. Greenway engagierte sich darüber hinaus im American Committee for International Wildlife Protection und dem International Council for Bird Preservation (ICBP), der Vorläuferorganisation von BirdLife International.
1960 verließ Greenway das MCZ aus persönlichen Gründen. Zurück auf seinem Anwesen in Greenwich führte er seine spätere ornithologische Arbeit in Zusammenarbeit mit dem American Museum of Natural History durch. Von 1960 bis 1971 arbeitete Greenway als Treuhänder des Museums. Von 1962 bis zu seinem Tod im Jahre 1989 war er wissenschaftlicher Mitarbeiter in der ornithologischen Abteilung. Greenway fertigte eine Liste aller Typusexemplare von Vögeln des Museums an, ein gewaltiges Projekt, das zum Zeitpunkt seines Todes noch nicht abgeschlossen war. 1978, im Alter von 75 Jahren, führte ihn eine Sammelexpedition nach Neukaledonien.
Greenway war mit Mary Frances Oakes verheiratet, die etwa zur gleichen Zeit wie er starb.

## Publikationen
Obwohl Greenway zahlreiche wissenschaftliche Arbeiten verfasste, ist vor allem das Werk Extinct and Vanishing Birds of the World untrennbar mit seinem Namen verbunden. 1967 erschien es in einer zweiten, leicht überarbeiteten Auflage. Über Jahre sammelte Greenway Daten über ausgestorbene und gefährdete Vögel. Der erste Entwurf des Buches wurde bereits 1954 fertiggestellt, jedoch dauerte es noch vier weitere Jahre, bis die endgültige Fassung von Extinct and Vanishing Birds of the World vom New Yorker Buchverlag Dover Publications veröffentlicht wurde. Zusammen mit Francis Harpers Extinct and Vanishing Mammals of the Old World und Glover Morrill Allens Extinct and Vanishing Mammals of the Western Hemisphere war Greenways Buch eine von drei Publikationen des American Committee for International Wildlife Protection, die als Vorläufer der IUCN Red List gelten. Daneben beschrieb Greenway (häufig in Zusammenarbeit mit Ludlow Griscom, Ernst Mayr und Jean Delacour) Unterarten des Zwergkurzflügels, des Australspornpiepers, des Silberohr-Sonnenvogels, der Fleckenhals-Buschtimalie, des Einfarbpitohui, der Krickralle, der Horsfieldlerche, des Schwarzkehlarassaris, des Grünschwanz-Nektarvogels, des Edwardsgimpel sowie die Nominatform der Streifenwangenalcippe. 1967 schuf er die neue Vogelfamilie der Trugbaumläufer.

## Dedikationsnamen
Jean Théodore Delacour (1890–1985) und Pierre Charles Edmond Jabouille (1875–1847) benannten 1930 mit Trochalopteron formosum greenwayi eine Unterart des Prachthäherlings zu Ehren Greenways. Die Unterart Cercotrichas quadrivirgata greenwayi des Streifenkopf-Heckensänger, die Reginald Ernest Moreau (1897–1970) im Jahr 1938 beschrieb, ist dagegen dem südafrikanischen Botaniker Percy James Greenway (1897–1980) gewidmet.